# Eddie Velez
Edwin "Eddie" Velez (New York, 4 giugno 1958) è un attore statunitense.

## Biografia
Velez cominciò a recitare mentre era di stanza a Sunnyvale in California, arruolato nell'aeronautica degli Stati Uniti. Nel 1981 fu congedato con onore dal servizio e in seguito si trasferì a Los Angeles per seguire la strada della recitazione.
Nel 1983 il suo primo ruolo televisivo è nel film per la televisione For Love and Honor e nel 1984 recita un ruolo più importante, quello di Napoleon "Napo" Rodriguez nel film Repo Man - Il recuperatore.
Il primo ruolo in una serie televisiva arriva nel 1986, quando interpreta Alonso nella soap opera Capitol. Nello stesso anno, appare nella serie A-Team trasmessa negli Stati Uniti dalla NBC nel ruolo di Frankie "Dishpan" Santana, nuovo membro della squadra durante la quinta ed ultima stagione (1986-87). Un altro ruolo televisivo gli è affidato nella serie Trial and Error (1988), nel ruolo di John Hernandez. Ha recitato anche nella serie True Blue nel ruolo dell'agente Frankie Avila. 
Nelle soap opera Port Charles e General Hospital ha interpretato il detective Alexander Garcia, e in seguito quello di Paul Mendez in Days of our Lives. Ha interpretato film come Doin' Time (1985), The Women's Club (1987), Rooftops (1989), Traffic (2000), White Chicks e Beautiful Loser (2006). Compare in varie serie, come New York New York, Hill Street giorno e notte, Walker Texas Ranger, La signora in giallo, Pacific Blue, Streghe e Numb3rs.

## Filmografia parziale

### Cinema
- Repo Man - Il recuperatore (Repo Man), regia di Alex Cox (1984)
- Prigione modello  (Doin' Time), regia di George Mendeluk (1985)
- The Women's Club, regia di Sandra Weintraub (1987)
- Boxe (Split Decisions), regia di David Drury (1988)
- Rooftops, regia di Robert Wise (1989)
- Le regole dell'omicidio (A Passion to Kill), regia di Rick King (1994)
- Tragico errore (Under Oath), regia di Dave Payne (1997)
- Testimone involontario (Most Wanted), regia di David Hogan (1997)
- Traffic, regia di Steven Soderbergh (2000)
- The Hunted - La preda (The Hunted), regia di William Friedkin (2003)
- White Chicks, regia di Keenen Ivory Wayans (2004)
- Black Dawn - Tempesta di fuoco (Black Dawn), regia di Alexander Gruszynski (2005)
- Beautiful Loser, regia di John Nolte (2008)

### Televisione
- Bay City Blues – serie TV, 1 episodio (1983-1984)
- Per amore e per onore (For Love and Honor) - serie TV, 1 episodio (1983)
- Summer Fantasy, regia di Noel Nosseck – film TV (1984)
- Berrenger's – serie TV, 11 episodi (1985)
- Charlie & Co. – serie TV, 13 episodi (1985)
- Children of the Night, regia di Robert Markowitz – film TV (1985)
- Double Dare – serie TV, 1 episodio (1985)
- New York New York (Cagney & Lacey) – serie TV, 2 episodi (1985-1986)
- A-Team (The A-Team) - serie TV, 13 episodi (1986-1987)
- C.A.T. Squad, regia di William Friedkin – film TV (1986)
- Hill Street giorno e notte (Hill Street Blues) - serie TV, 1 episodio (1987)
- Body Bags - Corpi estranei (Body Bags), regia di John Carpenter e Tobe Hooper - film TV (1993)
- La signora in giallo (Murder, She Wrote) - serie TV, episodio 11x08 (1994)
- Walker Texas Ranger – serie TV, 2 episodi (1996)
- La scelta di Charlie (A Father's Choice), regia di Christopher Cain - film TV (2000)
- Il tempo della nostra vita (Days of Our Lives) - serial TV, 3 puntate (2003)
- Streghe (Charmed) - serie TV, 1 episodio (2004)
- Numb3rs - serie TV, 1 episodio (2005)

## Doppiatori italiani
Nelle versioni in italiano delle opere in cui ha recitato, Eddie Velez è stato doppiato da:
- Claudio De Angelis in A-Team
- Massimo Milazzo in Romero
- Christian Iansante in La signora in giallo
- Gaetano Varcasia in Testimone involontario
- Simone Mori in The Hunted - La preda
- Roberto Gammino in White Chicks
- Antonio Angrisano in Black Dawn - Tempesta di fuoco
- Francesco Prando in La chiave del sospetto
- Massimo Aresu in Deputy
- Riccardo Burbi in Walker: Independence